# Smjadovo
Smjadovo (Bulgaars: Смядово) is een stad en gemeente in het noordoosten van Bulgarije in de oblast Sjoemen. De stad is de hoofdplaats van de gemeente Smjadovo. Op 31 december 2018 telde de stad Smjadovo 3.576 inwoners. Het stedelijk gebied, inclusief negen nabijgelegen dorpen, telde zo'n 6.062 inwoners in dezelfde periode.

## Geografie
De gemeente ligt in het zuidoostelijke deel van de oblast Sjoemen. De gemeente heeft een oppervlakte van 358 km². De grenzen zijn als volgt: in het westen aan de gemeente Varbitsa; in het noordwesten aan de gemeente Veliki Preslav; in het noorden aan de gemeente Sjoemen; in het noordoosten aan de gemeente Provadia; in het oosten aan de gemeente Dalgopol; in het zuiden aan de gemeenten  Roeën en Soengoerlare.

## Bevolking
Bij de volkstelling van 2011 werden er 3.993 etnische Bulgaren geteld (81,4% van de bevolking toentertijd). De grootste minderheden vormden de Bulgaarse Turken (347 personen, ofwel 10,4%) en de Roma (210 personen, ofwel 6,3%).

## Gemeentelijke kernen
De gemeente Smjadovo bestaat uit 10 nederzettingen: 1 stad en 9 dorpen.
| Plaatsnaam        | Cyrillisch     | Bevolking |
| ----------------- | -------------- | --------- |
| stad Smjadovo     | град Смядово   | 3.576     |
| Jankovo           | Янково         | 644       |
| Risj              | Риш            | 629       |
| Bjal Brjag        | Бял бряг       | 209       |
| Kalnovo           | Кълново        | 128       |
| Tsjerni Vrach     | Черни връх     | 113       |
| Novo Jankovo      | Ново Янково    | 107       |
| Aleksandrovo      | Александрово   | 63        |
| Zjelad            | Желъд          | 54        |
| gemeente Smjadovo | община Смядово | 6.062     |